# QUADRANGLE
QUADRANGLE（クアドラングル）は、日本のロックバンド。2010年頃にバンド形態で始動。活動休止後、猫田ヒデヲのソロプロジェクト名として名前は残っていたが長期に渡り沈黙状態だった。2016年、新たな正式メンバーを迎え入れ、バンドとして本格的に再始動。
QUADRANGLEの第一弾となるシングル「REASON TRIANGLE」は、Production I.G制作のTVアニメ『ジョーカー・ゲーム』のオープニングテーマとして、2016年4月からオンエア。

## メンバー

### Vo/Gt：猫田ヒデヲ(HIDEO NEKOTA)
- Bass,Guitar,Vocal,Song&Lyric writer,Sound Produce,Arrange,Design
- 誕生日：1月1日
- 出身地：広島県
- 血液型：A型

ベーシスト・ミュージシャンとしてキャリアスタート。様々なバンド活動と並行して、作家業もおこなっている。音楽以外のカルチャーの教養も豊富で、ファッション、PV、アー写などのディレクションにもその才能を発揮。文化服装学院出身という異例の経歴を持ち、デザイナーとしての顔も。自身のバンドや音楽関係のアートディレクションはもちろん、企業向けのデザインも多数こなしている。自身で飼っている猫の乱歩をこよなく愛している。熱狂的な広島東洋カープファン。ミュージシャンのトム・ウェイツを敬愛している。
BAND
- QUADRANGLE : Vocal&Guitar&Songwriting
- FOX LOCO PHANTOM : Bass&Songwriting
- GOLIATH : Bass&Songwriting
- THE TEENAGE KISSERS : Bass&Songwriting

主な提供曲
西野カナ
- 2009年7月27日Release「Sherie」作曲
- 近鉄パッセTVCMソング
- 2015年11.18にリリースされたベストアルバムにも収録。

LiSA
- 2013年8月7日Release「träumerei」作詞・作曲
- TVアニメ『幻影ヲ駆ケル太陽』オープニングテーマ
- 2015年3月4日Release「Mr.Launcher」作曲
- アルバムLauncher表題曲

北出菜奈(Ruby Gloom名義)
- 2008年3月26日Release「サイレン」作曲
- 海外アニメ、カートゥーンネットワークアニメテーマ

主なレコーディング参加(BASS)
- 清春/LiSA/etc...

映画出演
第28回東京国際映画祭コンペティション部門出品作品
「さようなら」
2015年作品
監督：深田晃司
出演：ブライアリー・ロング/新井浩文/村田牧子/村上虹朗

### Gt：デラ(DELA)
2019年、オマーの勇退後に加入。

### Ba：宇野剛史(TAKESHI UNO)
- 誕生日：12月24日
- 出身地：埼玉県
- 血液型：A型

2004年、様々なバンドやセッションを経てART-SCHOOLに加入。海外レコーディング、都市型大型フェスへの参加など7年間の活動の後、2011年12月31日COUNTDOWN JAPAN11/12幕張メッセを最後にART-SCHOOLを脱退。同年結成する自身のバンドGOLIATHの活動と平行しながらライブサポートのキャリアをスタート。LiSA,フルカワユタカ(ex.DOPING PANDA) , Poet-type.M等の国内外のライブサポート、レコーディングに加えSuperfly,JUJUのTV,MVなどに参加中。車やバイク
のカスタム、釣りが好き。
BAND
- QUADRANGLE ：Bass
- GOLIATH：Bass

ライブサポート
- LiSA(2011〜現在)
- Poet-type.M
- フルカワユタカ(ex.DOPING PANDA)
- etc…

ミュージックビデオ
- JUJU「What You Want」
- Superfly「愛をからだに吹き込んで」
- Superfly「Bi-Li-Li Emotion」
- etc…

主なレコーディング参加(BASS)
- 2004年
  - 8月 ART-SCHOOL / Mini Album『SCARLET』

- 2005年
  - 2月 ART-SCHOOL / Mini Album『LOST IN THE AIR』
  - 6月 ART-SCHOOL / Mini Album『あと10秒で』
  - 10月 ART-SCHOOL / Album『PARADISE LOST』
  - 12月 ART-SCHOOL / DVD『sleep flowers』

- 2006年
  - 4月 ART-SCHOOL / Single『フリージア』
  - 5月 ART-SCHOOL / V.A『ALL APOLOGIES』
  - 9月 ART-SCHOOL / Album『Missing』
  - 9月 ART-SCHOOL / V.A『bd SNOWBOARD RULERZ ORIGINAL SOUNDTRACK』
  - 12月 ART-SCHOOL / Single『テュペロ・ハニー』

- 2007年
  - 2月 ART-SCHOOL / Album『Flora』
  - 6月 町田昌弘 / Album『here,there』
  - 9月 ART-SCHOOL / Mini Album『左ききのキキ』
  - 9月 ART-SCHOOL / DVD『Tour'07"Flora"Live&Document』

- 2008年
  - 7月 COLD KITCHEN / Mini Album『少年と月とバタフライ』
  - 10月 ART-SCHOOL / Album『Ghosts & Angels』
  - 10月 ART-SCHOOL / Mini Album『ILLMATIC BABY』

- 2009年
  - 8月 ART-SCHOOL / Album『14SOULS』

- 2010年
  - 7月 COLD KITCHEN / Album『流星群と泣きやまぬアンプリファイア」
  - 7月 ART-SCHOOL / Mini Album『Anesthesia」

- 2011年
  - 5月 COLD KITCHEN / Mini Album『断罪のフィードバック』
  - 10月 GOLIATH / Mini Album『RESIDENTS IN DESERT』

- 2012年
  - 1月 GOLIATH / DVD『TOKYO UNDERGROUND SESSIONS』
  - 3月 ART-SCHOOL / DVD 『ART-SCHOOL LIVE at STUDIO COAST』
  - 5月 GOLIATH / Limited Single『parallel』
  - 9月 LiSA / DVD『LiVE is Smile Always～LOVER“S”MiLE～in日比谷野外大音楽堂』

- 2013年
  - 5月 GOLIATH / Album『TAGOMAGO』
  - 5月 COLD KITCHEN / Single『色彩のリヴァーブレータ』

- 2014年
  - 6月 LiSA / DVD『LiVE is Smile Always～今日もいい日だっ～in日本武道館』
  - 7月 GOLIATH / Mini Album『MOUNTAIN ASH』

- 2015年
  - 6月 GOLIATH / DVD『GOLIATH CLIP COLLECTION “point” 』
  - 7月 Poet-type.M『A Place, Dark & Dark -ダイヤモンドは傷つかない-』
  - 7月 LiSA / DVD『LiVE is Smile Always～PiNK&BLACK～@日本武道館』
  - 9月 GOLIATH / Mini Album『STRANGE STORIES』

- 2016年
  - 2月 Poet-type.M『A Place, Dark & Dark -永遠の終わりまでYESを-』

### Dr/Per：鈴木浩之(HIROYUKI SUZUKI)
- 誕生日：5月27日
- 出身地：千葉県
- 血液型：A型

高校時代にドラムを始める。STAY wander aroundでインディーズデビューをきっかけに上京。堂島孝平との出会いを経て様々なアーティストのライブサポートやレコーディングを務める。2009年5月にART-SCHOOLへ加入しROCK IN JAPAN FES等の大型ロックフェスの舞台を踏む。2011年12月脱退後、サポートドラマーとして本格的に始動し、札幌のバンドtacica、sleepy.ab、渡辺シュンスケ率いるピアノトリオSchroeder-Headz等で経験を積み更に活躍の場を広げている。現在はTHE KEBABSでの活動や、LiSAのサポートメンバーとして日本武道館2daysや幕張メッセでのワンマン、海外ツアーにも同行。通称キング。
BAND
- QUADRANGLE：Drums
- THE KEBABS：Drums
- GOLIATH：Drums
- U&DESIGN：Drums

主なライブサポート
- LiSA
- tacica
- sleepy.ab
- Schroeder-Heads
- Neat’s
- 堂島孝平

ミュージックビデオ/TV収録
- LiSA
- Superfly

主なレコーディング参加
Schroeder-Headz
- 2010.10.6 Release album「NEWDAYS」
- 2011.12.7 Release album「PIANO a la carte feat.Schroeder-Headz」
- 2014.2.19 Release album「Synesthesia」

Neat’s
- 2013.1.26 Release album「MODERN TIMES」

sleepy.ab
- 2013.2.6 Release album「neuron」
- 2014.3.12 Release album「LIVE@Gloria Chapel」（sleepy.ac名義、アコースティック編成）

tacica
- 2014.9.10 Release single「LEO」
- TVアニメ「ハイキュー!!」第2クールEDテーマ曲
- 2015.5.27 Release album「LOCUS」
- 2016.2.24 Release single「発熱」
- TVアニメ「ハイキュー!!セカンドシーズン」第2クールEDテーマ曲

### Gt：オマー(OMAR)
- 誕生日：11月5日
- 出身地：東京都
- 血液型：A型

幼少期にギターを始める。高校3年間は合唱部に所属。Gt/Voにてバンドキャリアをスタートし、2009年からモハメドのギタリストとして活動。2016年QUADRANGLE加入。感情直結型のテクニカルなギタリスト。趣味は写真。2019年7月、勇退。
BAND
- モハメド：Guitar

## タイアップ
| 楽曲名          | タイアップ先                                          | 起用年 |
| --------------- | ----------------------------------------------------- | ------ |
| REASON TRIANGLE | TVアニメ『ジョーカー・ゲーム』オープニングテーマ      | 2016年 |
| PARADOX         | TVアニメ『RErideD-刻越えのデリダ-』オープニングテーマ | 2018年 |

## ミュージックビデオ
| 曲名          |
| 「YOU AND I」 |
| 「廃品回収」  |